# Patches from the Quilt
Patches from the Quilt foi um álbum lançado em julho de 2008, em EP, pelo grupo musical Gym Class Heroes. O álbum "adianta" os singles "Cookie Jar", "Peace Sign/Index Down" e "Blinded by the Sun", já que estes são mais conhecidos no álbum sucessor, The Quilt, lançado dois meses depois.

## Faixas
1. "Cookie Jar" (Travis McCoy, Disashi Lumumba-Kasongo, Eric Roberts, Matt McGinley) — 3:35
2. "Peace Sign/Index Down" (Travis McCoy, Disashi Lumumba-Kasongo, Eric Roberts, Matt McGinley) — 4:03
3. "Blinded by the Sun" (Travis McCoy, Disashi Lumumba-Kasongo, Eric Roberts, Matt McGinley) — 3:00

## Formação
A gravação desse álbum já estava com a formação do Gym Class Heroes com Travis McCoy como vocalista principal, Disashi Lumumba-Kasongo como guitarrista, Eric Roberts como baixista e segunda voz, e Matt McGinley como baterista e percussionista.